# Полон дом
«По́лон дом» (англ. Crowded) — американский ситком, созданный Сюзанной Мартин. Премьера сериала состоялась 15 марта 2016 года.
13 мая 2016 года сериал был закрыт после одного сезона.

## Сюжет
Майк (Патрик Уорбертон) и Мартина (Кэрри Престон) наслаждаются свободой от выполнения родительских обязанностей. Однако всё меняется, когда взрослые дочери Стелла (Миа Серафино) и Ши (Миранда Косгроув), окончив колледж, возвращаются домой в надежде понять, что им делать после завершения образования. Тем временем отец Майка (Стейси Кич), полицейский в отставке и его вторая жена Элис (Карлиз Бурк) остаются в Сиэтле, вместо того, чтобы переехать во Флориду, как планировали.

## В ролях
- Патрик Уорбертон — Майк Мур, пилот вертолёта
- Кэрри Престон — Мартина Мур, психолог
- Миранда Косгроув — Ши Мур, младшая дочь Майка и Мартины
- Миа Серафино — Стелла Мур, старшая дочь Майка и Мартины
- Стейси Кич — Боб Мур, отец Майка и полицейский в отставке
- Карлиз Бурк — Элис Мур, вторая жена Боба и мачеха Майка

## Производство
7 мая 2015 года официально заказал сериал. 24 ноября 2015 года Джеймс Берроуз завершил съёмку эпизода сериала, который стал тысячным в его карьере.

## Отзывы критиков
«Полон дом» получил смешанные отзывы критиков. На сайте-агрегаторе Rotten Tomatoes сериал держит 35 % «свежести». Критический консенсус сайта гласит: «Талантливому актёрскому составу совершенно негде себя проявить в шоу „Полон дом“, так как промах в общей концепции сериала был усугублён явной нехваткой шуток». На Metacritic сериал получил 45 баллов из ста на основе 16-ти смешанных и средних отзывах.